# وودلیک (ویرجینیا)
وودلیک (به انگلیسی: Woodlake) یک منطقهٔ مسکونی در ایالات متحده آمریکا است که در شهرستان چسترفیلد، ویرجینیا واقع شده‌است. وودلیک ۷٬۳۱۹ نفر جمعیت دارد.